# Foso de los Carneros
El Foso de los Carneros  es un foso seco de la ciudad española de Melilla situado entre el Tercer Recinto Fortificado y el Cuarto Recinto Fortificado de Melilla la Vieja.

## Historia
Fue excavado ya en 1497 tras la toma de Melilla por Pedro de Estopiñán. Prosiguieron los trabajos en el siglo XVI y entre 1680 y 1682 el gobernador Toscano de Brito según proyecto de Octavio Meni lo reconstruyó. En 1697 se excavaron unas cuevas cómo casamata entre este foso y el del Hornabeque, más tarde utilizadas cómo almacenes.
A finales del siglo XIX se adosaron en su escarpa y contraescarpa varias construcciones que fueron derribadas sobre 1960.
Es llamado así por ser lugar de enterramiento de convictos, renegados, suicidas, ajusticiados y enfermos contagiosos, si bien en le siglo XVI era llamado de la Villa Vieja y en el XVII de la Alafia y en la primera mitad del XVIII de la Mina.

## Descripción
Esta excavado en la roca y cuenta con varias cuevas y minas, no siendo visitable en la actualidad.